# Erythrophysa paniculata
Erythrophysa paniculata är en kinesträdsväxtart som beskrevs av René Paul Raymond Capuron. Erythrophysa paniculata ingår i släktet Erythrophysa och familjen kinesträdsväxter. Inga underarter finns listade i Catalogue of Life.